# Taylor (cráter)
Taylor es un cráter de impacto lunar que se encuentra al sursudoeste de Delambre. Al este se halla el cráter más pequeño Alfraganus, al sureste de Taylor se sitúa Zöllner y al oesudoeste aparece Lindsay.
El borde externo desgastado de Taylor es alargado en dirección norte-sur, dándole una apariencia elíptica. Presenta una brecha en la pared del sector norte que forma un valle estrecho. El borde del lado sur es relativamente bajo comparado con las alturas máximas del borde en los lados del este y del oeste. El pequeño cráter satélite Taylor E está unido al exterior del borde suroriental. Posee una cresta central en el punto medio que es ligeramente alargada en la dirección norte-sur.
Fue nombrado en honor del matemático inglés Brook Taylor.

## Cráteres satélite

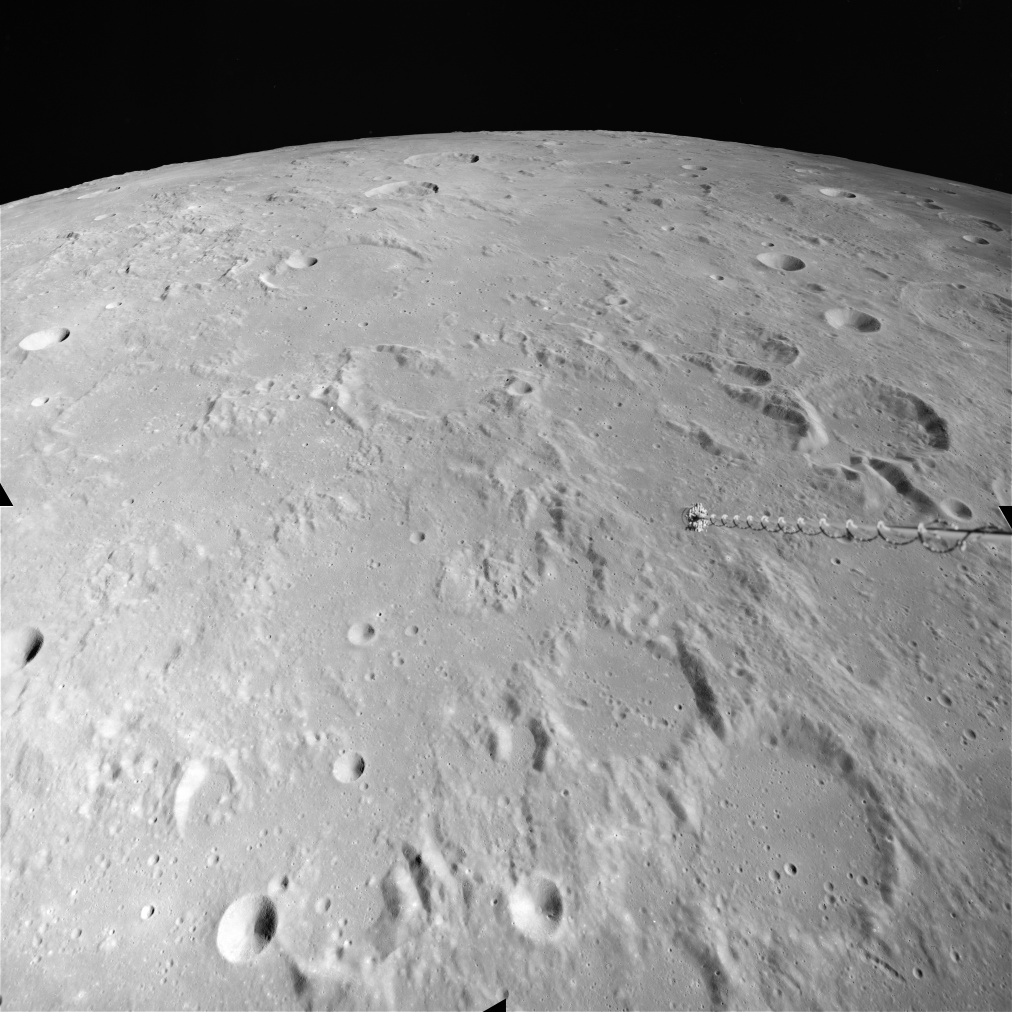
Fotografía de la misión Apolo 16

Por convención estos elementos son identificados en los mapas lunares poniendo la letra en el lado del punto medio del cráter que está más cercano a Taylor.
|        | \| Taylor \| Coordenadas \| Diámetro \| \| ------ \| --------------------------- \| -------- \| \| A \| 4°12′S 15°24′E / -4.2, 15.4 \| 38 km \| \| AB \| 3°06′S 14°36′E / -3.1, 14.6 \| 23 km \| \| B \| 4°18′S 14°18′E / -4.3, 14.3 \| 29 km \| \| C \| 5°36′S 14°48′E / -5.6, 14.8 \| 5 km \| \| D \| 5°18′S 15°42′E / -5.3, 15.7 \| 8 km \| \| E \| 6°00′S 17°06′E / -6.0, 17.1 \| 14 km \| |          |
| Taylor | Coordenadas | Diámetro |
| A      | 4°12′S 15°24′E / -4.2, 15.4 | 38 km    |
| AB     | 3°06′S 14°36′E / -3.1, 14.6 | 23 km    |
| B      | 4°18′S 14°18′E / -4.3, 14.3 | 29 km    |
| C      | 5°36′S 14°48′E / -5.6, 14.8 | 5 km     |
| D      | 5°18′S 15°42′E / -5.3, 15.7 | 8 km     |
| E      | 6°00′S 17°06′E / -6.0, 17.1 | 14 km    |